# Borrsjöåskogens naturreservat
Borrsjöåskogens naturreservat är ett naturreservat i Falu kommun i Dalarnas län.
Området är naturskyddat sedan 2018 och är 23 hektar stort. Reservatet ligger öster om Svärdsjö och består av brandpräglad barrblandskog med större inslag av tall i den västra delen och gran i den östra.